# 얕은손가락굽힘근
얕은손가락굽힘근(flexor digitorum superficialis, flexor digitorum sublimis) 또는 천지굴근(淺指屈筋)은 손의 바깥기원근육으로, 주로 몸쪽손가락뼈사이관절에서 손가락을 굽히는 역할을 한다.
아래팔앞칸에 위치한다. 앞칸 얕은층 근육들 중에 가장 깊이 위치한다고 분류되기도 하고, 간혹 얕은손가락굽힘근만 별개로 앞칸의 중간층으로 분류하기도 한다. 한쪽 또는 양쪽의 새끼손가락에서 얕은손가락굽힘근이 존재하지 않는 경우는 비교적 흔하며, 새끼손가락 부상을 진단할 때 문제가 될 수도 있다.

## 구조
고전적으로 얕은손가락굽힘근을 위팔자갈래(humerulnar head)와 노갈래(radial head)로 나누어 설명하며, 두 근육 갈래 사이로 정중신경과 자동맥이 지나간다. 팔꿉관절의 자쪽곁인대 일부가 이 근육의 이는곳 역할을 한다.
네 개의 긴 힘줄들은 손목 근처 지점에서 얕은손가락굽힘근으로부터 나와 굽힘근지지띠에 의해 형성된 손목굴을 따라 지나간다. 이 힘줄들과 깊은손가락굽힘근의 네 힘줄들은 같은 윤활집인 온굽힘근윤활집에 싸여 있다. 손목굴에서 나온 얕은손가락굽힘근의 힘줄들은 엄지를 제외한 네 손가락들의 중간손가락뼈 바닥의 앞쪽 모서리에 닿는다. 깊은손가락굽힘근의 힘줄들이 지나가는 중간손가락뼈 끝부분에서 얕은손가락굽힘근의 힘줄들은 나누어진다. (Camper's Chiasm)

### 신경 분포
정중신경(C7, C8, T1)이 얕은손가락굽힘근에 분포한다.

## 기능
얕은손가락굽힘근의 주된 기능은 (엄지를 제외한) 네 손가락의 중간손가락뼈를 몸쪽손가락뼈사이관절에서 굽히는 것이다. 그러나 지속적으로 작용할 시 손목관절과 손허리손가락관절도 굽힐 수 있다.
얕은손가락굽힘근을 검사하기 위해서는 한 손가락을 몸쪽손가락뼈사이관절에서 저항에 맞서 굽힌 뒤, 깊은손가락굽힘근을 비활성화시키기 위해서 남은 세 손가락은 완전히 편 상태로 유지한다.

## 추가 이미지

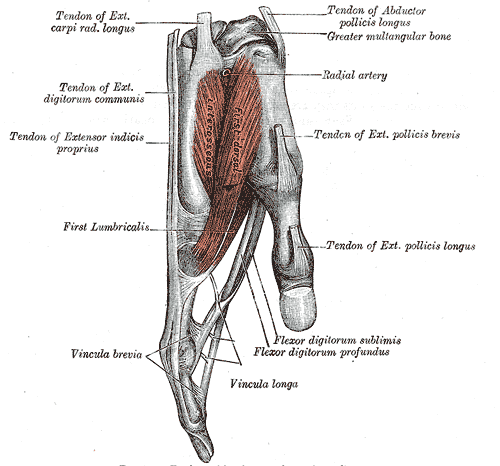
손가락의 힘줄
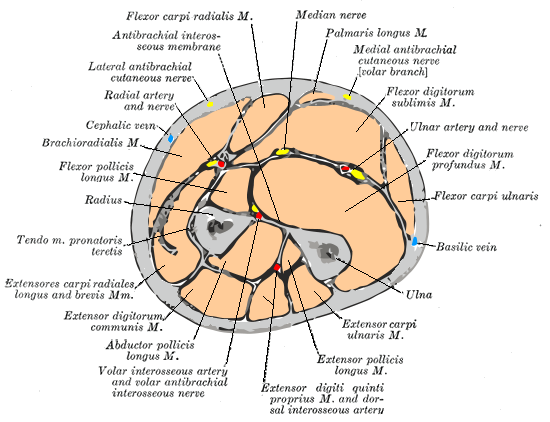
아래팔 중간의 단면
손목과 손가락의 단면
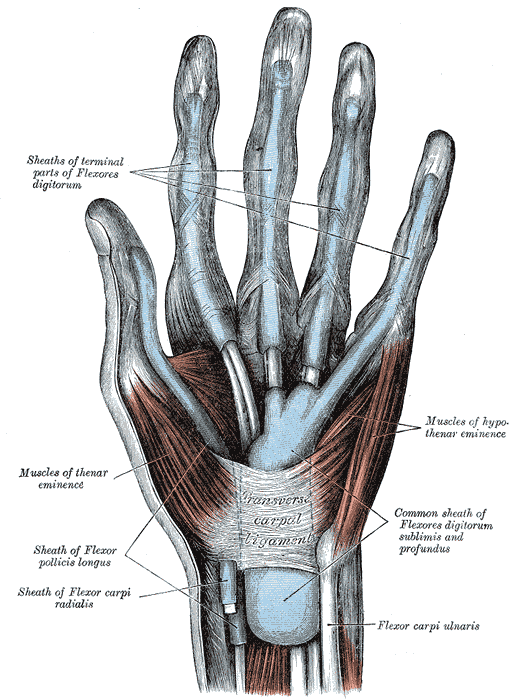
손목과 손가락 앞쪽의 힘줄윤활집
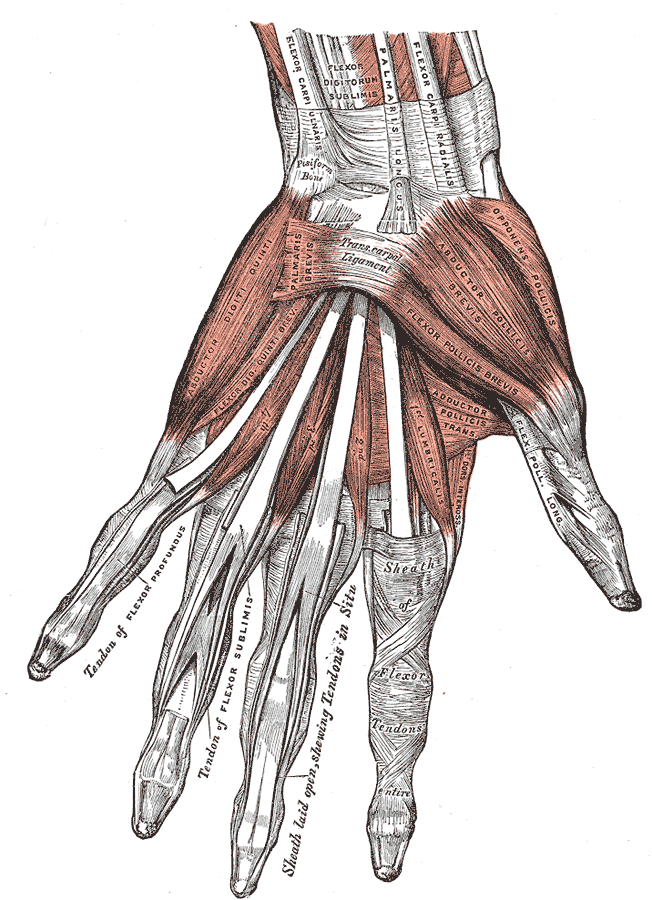
왼쪽 손바닥의 근육들
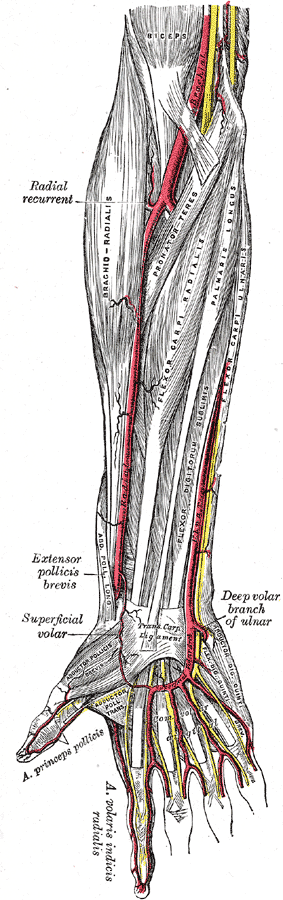
노동맥과 자동맥
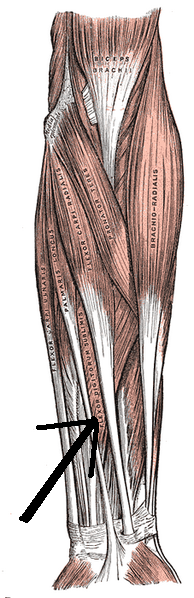
얕은손가락굽힘근
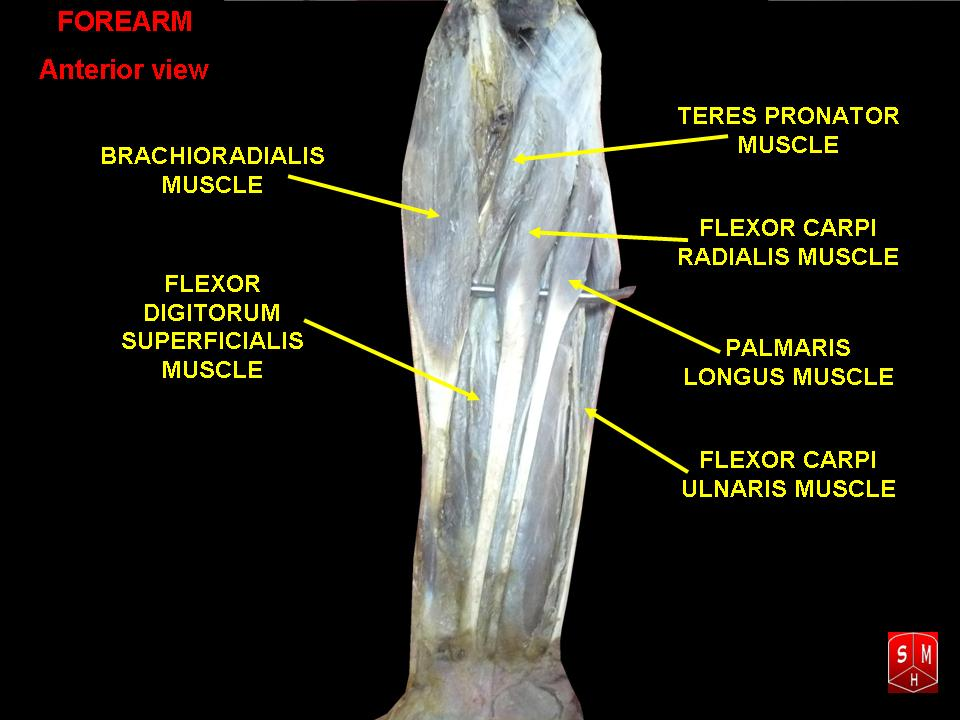
얕은손가락굽힘근
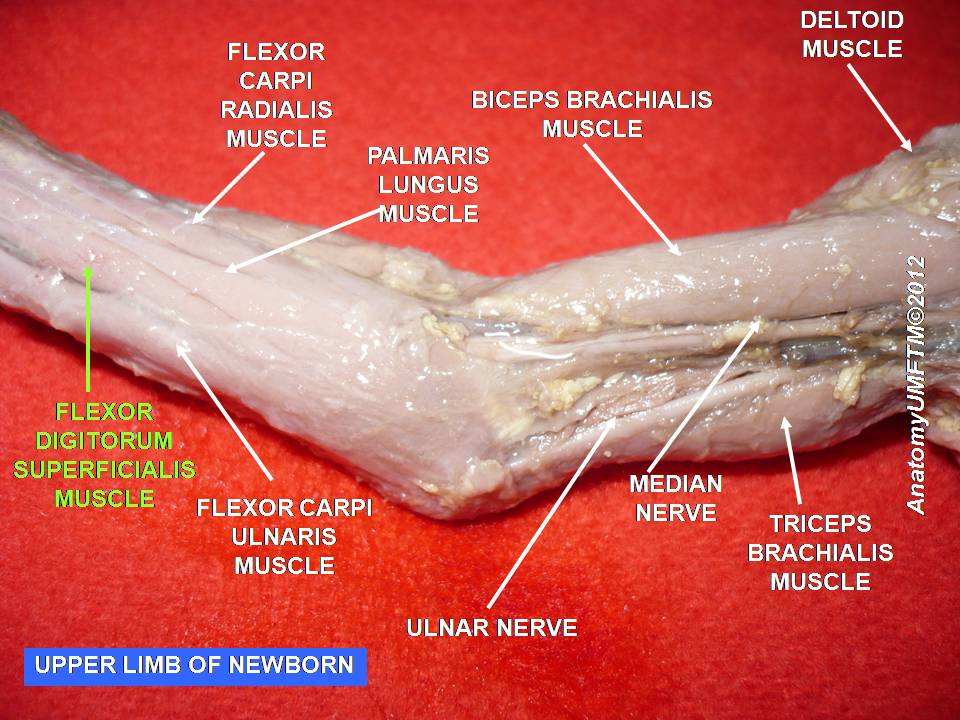
얕은손가락굽힘근
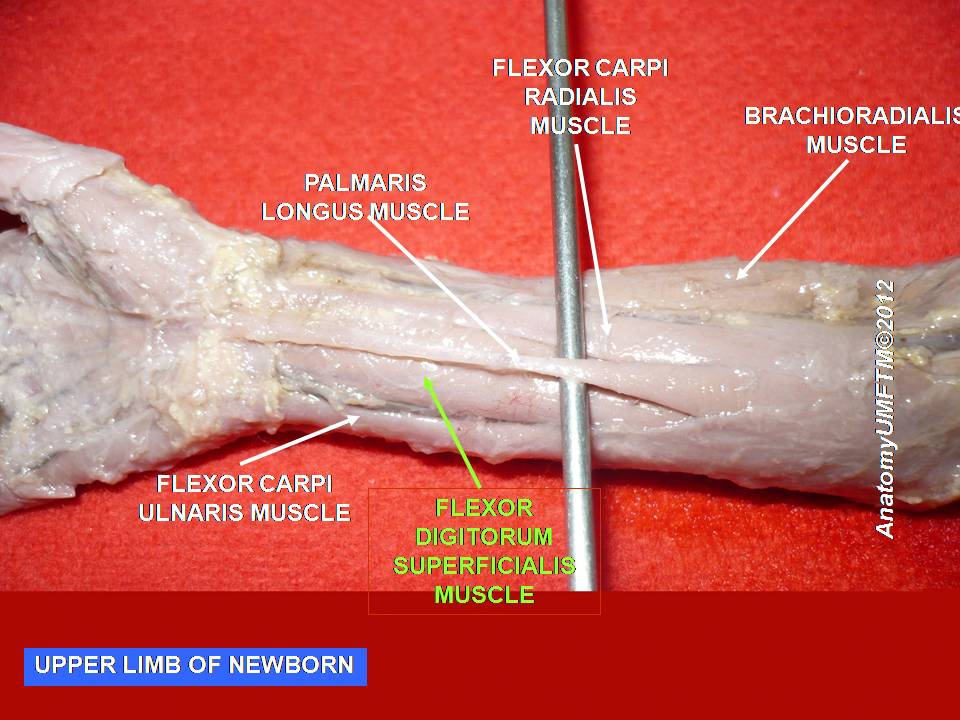
얕은손가락굽힘근
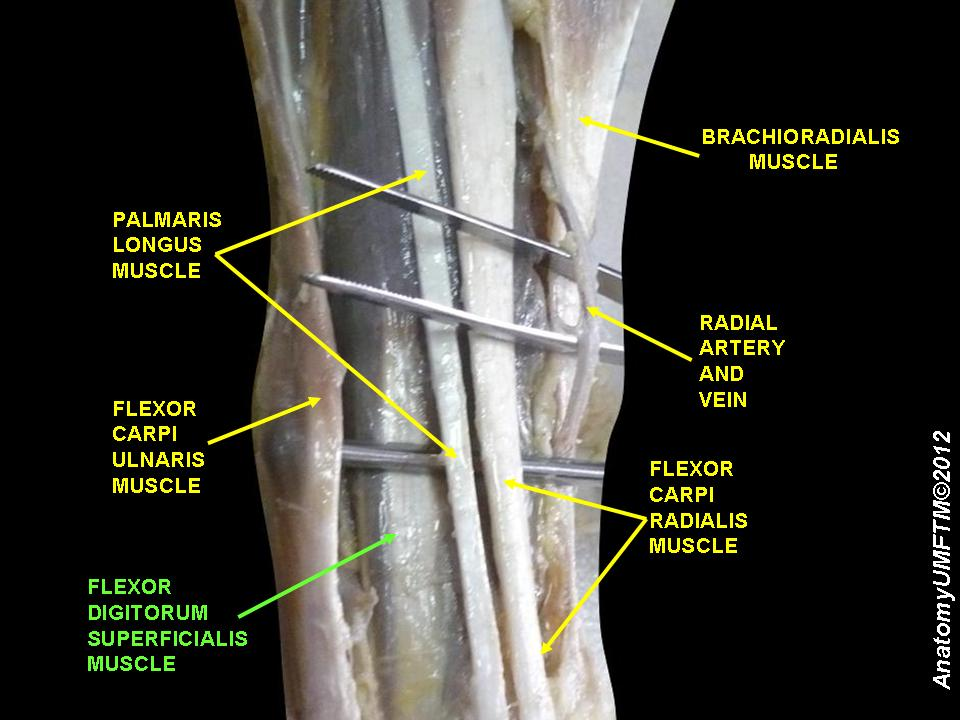
얕은손가락굽힘근
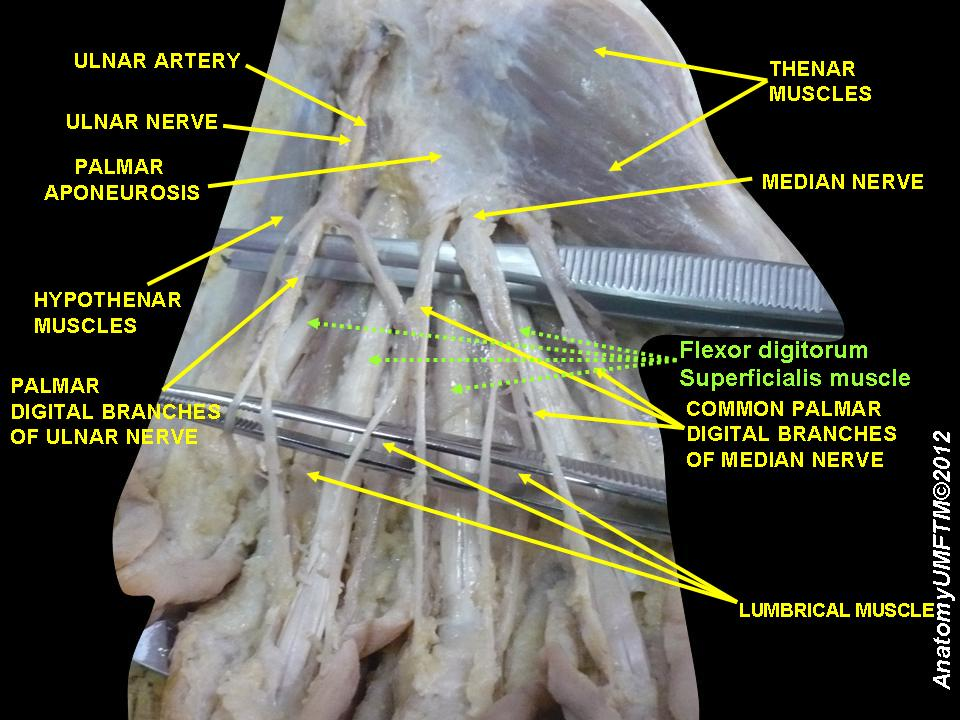
얕은손가락굽힘근
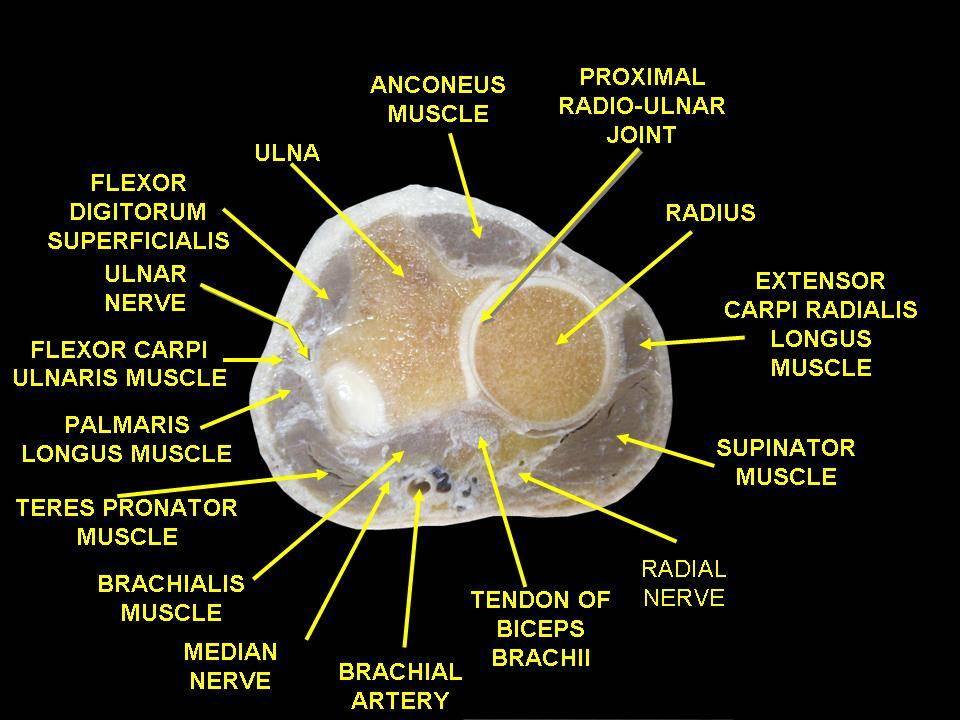
상지 근육의 단면

## 같이 보기
- 가락굽힘근